# گورستان آوتاف
گورستان آوتاف مربوط به دوران‌های تاریخی پس از اسلام - سده هفتم است و در ۲ کیلومتری شمال پلدختر واقع شده و این اثر در تاریخ ۲۷ بهمن ۱۳۸۷ با شمارهٔ ثبت ۲۴۷۱۰ به‌عنوان یکی از آثار ملی ایران به ثبت رسیده است.